# Hummer

Logo van Hummer

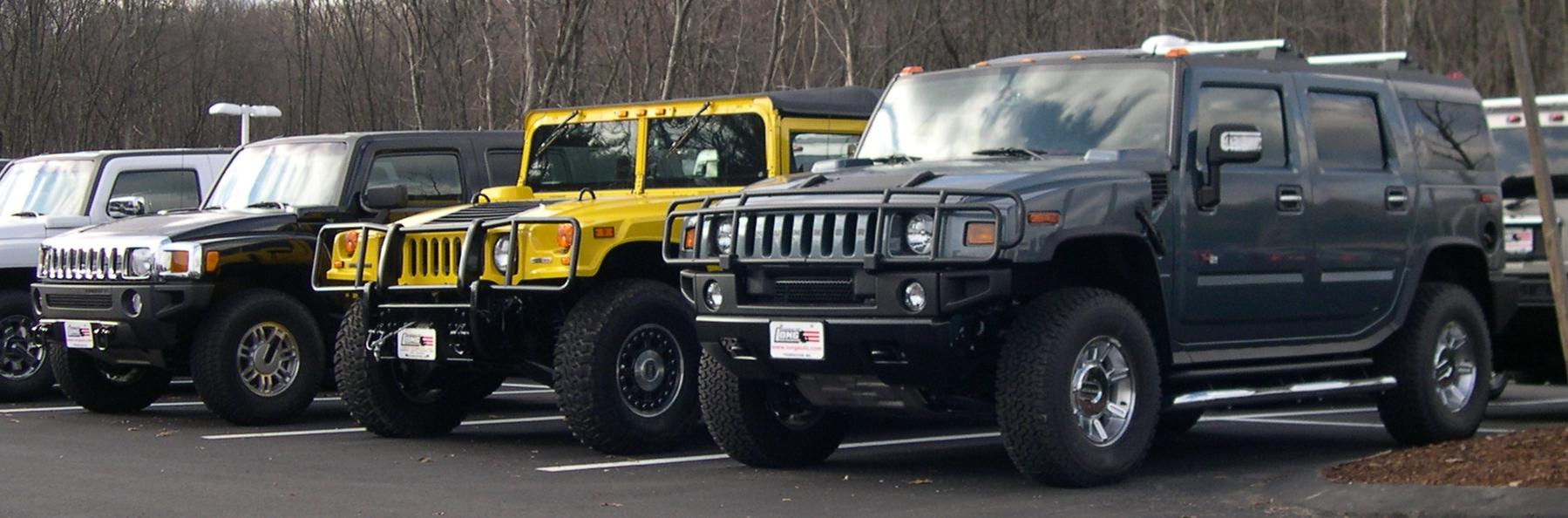
Hummer H3, H1 en H2

Hummer was een automerk van General Motors.

## De geschiedenis van de Hummer

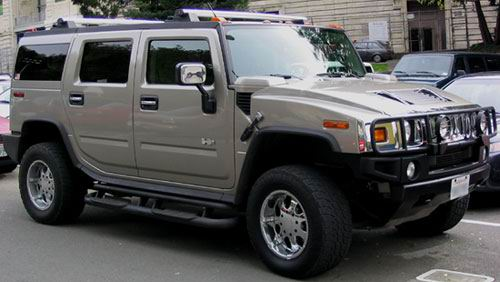
Hummer H2

In juli 1979 nam het Amerikaanse leger de beslissing om het voertuigenpark te vernieuwen. Het was daarbij tevens de bedoeling om verschillende voertuigen te combineren tot één algemeen inzetbaar terreinvoertuig. De Amerikaanse regering had drie automerken de opdracht gegeven een prototype te maken, deze drie kandidaten ontwerpers waren: AM General, Chrysler Defense en Teledyne.
- Juli 1979: AM General begint met het ontwerpen van de High Mobility Multipurpose Wheeled Vehicle (afgekort tot HMMWV, uitgesproken als 'Humvee') die moet voldoen aan de eisen die de US Army heeft opgesteld voor een nieuwe serie terreinwagens.
- Juli 1980: Het eerste prototype van de HMMWV van AM General is afgewerkt en getest.
- Juli 1981: Het Amerikaanse leger geeft AM General opdracht om een aantal prototypes Humvee's te bouwen.

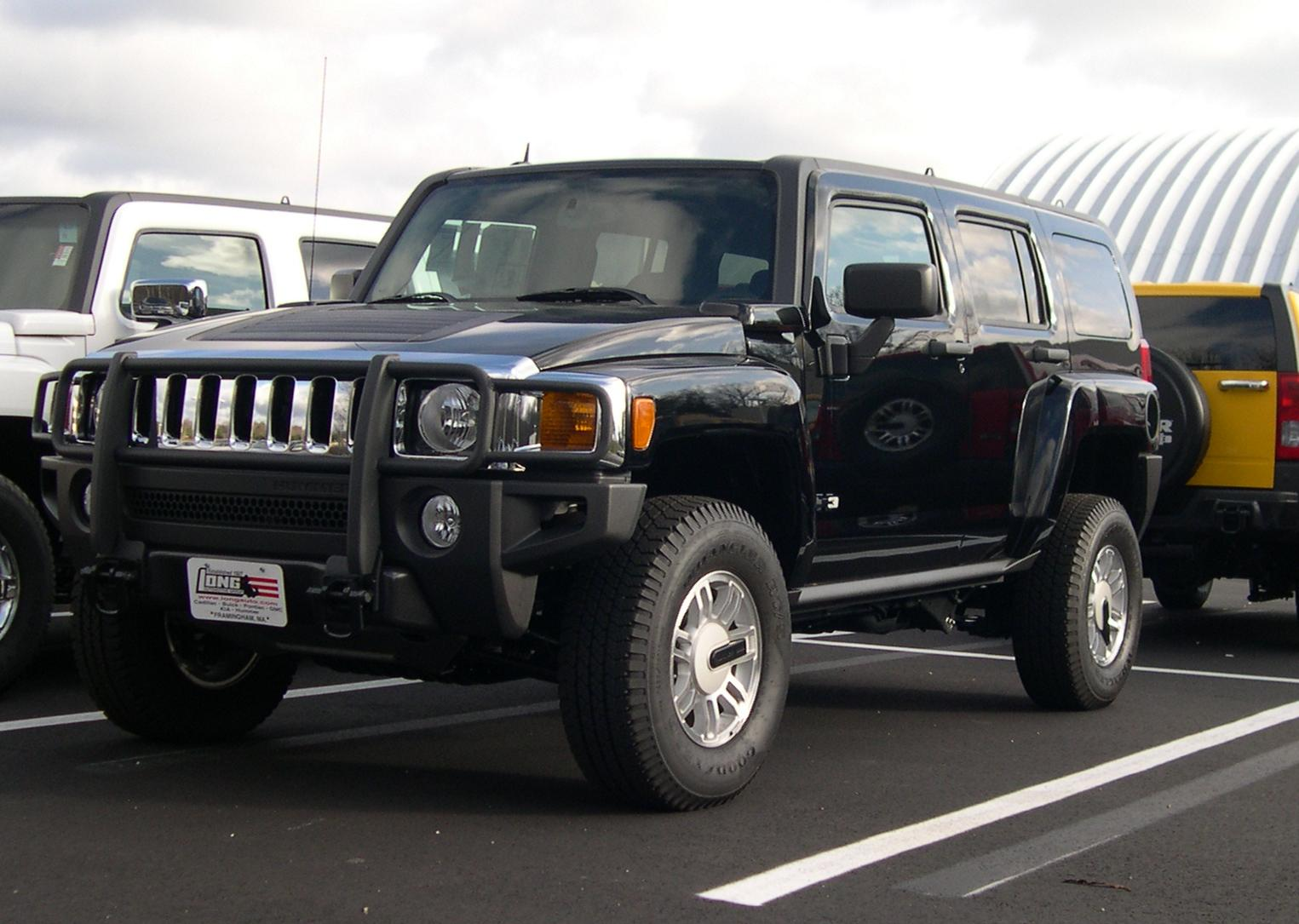
Hummer H3

- April 1982: AM General levert 11 Humvee prototypes af aan de Amerikaanse Staat.
- Maart 1983: US Army geeft AM General opdracht voor het bouwen van 55.000 Humvee's.
- April 1983: De fabriek voor het seriematig produceren van de HMMWV van AM General wordt opgestart.
- Januari 1985: De Humvee massaproductie is gestart
- Augustus 1989: AM General krijgt een tweede contract voor de productie van nog eens 33.331 Humvee's
- November 1990: De eerste ontwerpstappen naar een burgerversie van de Humvee worden gezet (de Hummer H1).
- Juni 1991: AM General maakt aan het grote publiek bekend dat weldra de Burger - Humvee particulier kan worden aangekocht.
- Maart 1992: Er zijn meer dan 100.000 Humvee's geproduceerd.
- 1994-1995: AM General krijgt nog bijkomende contracten voor de productie van 1200 en 8800 HMMWV's tot het jaar 2000.
- 1996: Het totaal aantal afgeleverde Humvee's aan US Army en andere bevriende overheden overstijgt de 140.000 stuks. In de jaren die volgen komen er steeds meer particulieren die een Hummer willen. Daarom ontwerpt General Motors de Hummer H2, een terreinwagen met een wat vriendelijker uiterlijk. Vervolgens ontwerpt General Motors de Hummer H3, in Amerika ook wel de mini-Hummer genoemd.
- 1998 Emile Ratelband importeert de eerste Hummer in Nederland, maar krijgt hem niet geregistreerd bij de Rijksdienst voor het Wegverkeer. In België lukt het hem wel, maar dan als vrachtwagen. Daarvoor moet hij het voertuig 40 centimeter laten verlengen.
- 2004: De officiële importeur van Hummer in Nederland en België is Kroymans. De H2 kostte in 2006 vanaf 97 400 euro. De kleinere H3 kost minimaal 55.000 euro.
- 2005: De gemeenteraad van Nijmegen stelt voor om het centrum van Nijmegen verboden gebied te laten zijn voor dit soort grote terreinwagens, vanwege het milieuvervuilende en "asociale" karakter ervan. Een en ander leidt tot een storm van protest bij liefhebbers. Het verbod lijkt wettelijk noch praktisch haalbaar (er zijn meer auto's van dit formaat en dit verbruik, denk aan grotere MPV's en grotere Amerikanen), maar de gedachte zou daarna ook elders nog regelmatig terugkomen.
- 2006: General Motors geeft aan de Hummer H1 uit productie te willen nemen.
- 2009: General Motors maakt bekend dat het merk Hummer niet langer meer door GM gevoerd zal worden. Voor circa 8000 medewerkers zal ontslag worden aangevraagd. Door de afname van autoverkopen in het luxesegment (veroorzaakt door de kredietcrisis, groeiende aandacht voor klimaatproblemen en stijgende benzineprijzen) is het merk niet meer rendabel voor GM. Op 2 juni 2009 maakt General Motors bekend dat Hummer zal worden overgenomen door het Chinese bedrijf Sichuan Tengzhong. Tengzhong staat bekend als een machinebouwer en heeft geen ervaring met het produceren van auto's.
- 2010: General Motors maakt op 24 februari bekend dat de overeenkomst met Tengzhong niet doorgaat. De Chinese regering zou het bedrijf niet de vereiste toestemming geven voor de transactie.[1] Hiermee verdwijnt het merk 'Hummer'. De Humvee zal echter wel geproduceerd blijven worden.

## Modellen
Hummer was de merknaam die gebruikt wordt door General Motors. Humvee is de merknaam die gebruikt wordt door AMGeneral. De Humvee en de Hummer H1 rollen / rolden van dezelfde band in de fabriek van AMGeneral.
De Hummer H2 en H3 kwamen uit fabrieken van General Motors
- Humvee (6,5 liter V8 Turbo-Diesel, 468,6 cm lang, 219,7 cm breed, ca 180 cm hoog)
- Hummer H1 (6,5 liter V8 Turbo-Diesel, 468,6 cm lang, 219,7 cm breed, ca 180 cm hoog, 4000 kilogram zwaar; verbruik 1 liter diesel per 4,5 kilometer)
- Hummer H2 (6-liter V8-motor, 482 cm lang, 202 cm breed, 200 cm hoog, 2900 kilogram zwaar, verbruik 1 liter per 6 km),
- Hummer H2 SUT
- Hummer H3 (3,7-liter 5 cilinders in lijn motor, 474 cm lang, 190 cm breed, 190 cm hoog, 2100 kilogram zwaar, verbruik volgens fabriek 1 liter per 10 km)
- Hummer H3T

## Tijdlijn
| Hummer-modellen van 1992 tot 2010 | Hummer-modellen van 1992 tot 2010 | Hummer-modellen van 1992 tot 2010 | Hummer-modellen van 1992 tot 2010 | Hummer-modellen van 1992 tot 2010 | Hummer-modellen van 1992 tot 2010 | Hummer-modellen van 1992 tot 2010 | Hummer-modellen van 1992 tot 2010 | Hummer-modellen van 1992 tot 2010 | Hummer-modellen van 1992 tot 2010 | Hummer-modellen van 1992 tot 2010 | Hummer-modellen van 1992 tot 2010 | Hummer-modellen van 1992 tot 2010 | Hummer-modellen van 1992 tot 2010 | Hummer-modellen van 1992 tot 2010 | Hummer-modellen van 1992 tot 2010 | Hummer-modellen van 1992 tot 2010 | Hummer-modellen van 1992 tot 2010 | Hummer-modellen van 1992 tot 2010 | Hummer-modellen van 1992 tot 2010 | Hummer-modellen van 1992 tot 2010 | Hummer-modellen van 1992 tot 2010 | Hummer-modellen van 1992 tot 2010 | Hummer-modellen van 1992 tot 2010 | Hummer-modellen van 1992 tot 2010 | Hummer-modellen van 1992 tot 2010 | Hummer-modellen van 1992 tot 2010 |
| --------------------------------- | --------------------------------- | --------------------------------- | --------------------------------- | --------------------------------- | --------------------------------- | --------------------------------- | --------------------------------- | --------------------------------- | --------------------------------- | --------------------------------- | --------------------------------- | --------------------------------- | --------------------------------- | --------------------------------- | --------------------------------- | --------------------------------- | --------------------------------- | --------------------------------- | --------------------------------- | --------------------------------- | --------------------------------- | --------------------------------- | --------------------------------- | --------------------------------- | --------------------------------- | --------------------------------- |
| Type                              | 1990                              | 1990                              | 1990                              | 1990                              | 1990                              | 1990                              | 1990                              | 1990                              | 1990                              | 1990                              | 2000                              | 2000                              | 2000                              | 2000                              | 2000                              | 2000                              | 2000                              | 2000                              | 2000                              | 2000                              | 2010                              | 2010                              | 2010                              | 2010                              | 2010                              |                                   |
| Type                              | 0                                 | 1                                 | 2                                 | 3                                 | 4                                 | 5                                 | 6                                 | 7                                 | 8                                 | 9                                 | 0                                 | 1                                 | 2                                 | 3                                 | 4                                 | 5                                 | 6                                 | 7                                 | 8                                 | 9                                 | 0                                 | 1                                 | 2                                 | 3                                 | 4                                 |                                   |
| Middelgrote SUV                   |                                   |                                   |                                   |                                   |                                   |                                   |                                   |                                   |                                   |                                   |                                   |                                   |                                   |                                   |                                   | H3                                | H3                                | H3                                | H3                                | H3                                | H3                                |                                   |                                   |                                   |                                   |                                   |
| SUV                               |                                   |                                   | H1                                | H1                                | H1                                | H1                                | H1                                | H1                                | H1                                | H1                                | H1                                | H1                                | H1                                | H1                                | H1                                |                                   | H1                                |                                   |                                   |                                   |                                   |                                   |                                   |                                   |                                   |                                   |
| SUV                               |                                   |                                   |                                   |                                   |                                   |                                   |                                   |                                   |                                   |                                   |                                   |                                   | H2                                |                                   |                                   |                                   |                                   |                                   |                                   |                                   |                                   |                                   |                                   |                                   |                                   |                                   |
| Middelgrote pick-up               |                                   |                                   |                                   |                                   |                                   |                                   |                                   |                                   |                                   |                                   |                                   |                                   |                                   |                                   |                                   |                                   |                                   |                                   |                                   | H3T                               | H3T                               |                                   |                                   |                                   |                                   |                                   |
| Pick-up                           |                                   |                                   |                                   |                                   |                                   |                                   |                                   |                                   |                                   |                                   |                                   |                                   |                                   |                                   |                                   | H2 SUT                            | H2 SUT                            | H2 SUT                            | H2 SUT                            | H2 SUT                            |                                   |                                   |                                   |                                   |                                   |                                   |
| Eigenaar                          |                                   |                                   | General Motors                    | General Motors                    | General Motors                    | General Motors                    | General Motors                    | General Motors                    | General Motors                    | General Motors                    | General Motors                    | General Motors                    | General Motors                    | General Motors                    | General Motors                    | General Motors                    | General Motors                    | General Motors                    | General Motors                    | General Motors                    | General Motors                    |                                   |                                   |                                   |                                   |                                   |

## Dakar-Rally
In de 2006 en 2007 editie van de Dakar-Rally deed Robby Gordon mee in een Hummer H3 buggy. In 2006 viel hij uit maar won hij wel een etappe. In 2007 won hij een etappe en hij werd 8e in het algemeen klassement. In 2012 was Robby Gordon weer van de partij in een knaloranje rallywagen, uitgebouwd als een Hummer H2 (die snelheden van boven de 200 km/u in het zand kon halen). Gordon haalde een 4e plek in het algemeen klassement.

## Trivia
Arnold Schwarzenegger kocht in 1992 de eerste voor civiel gebruik bestemde Hummer. Naast de Arnold Classic, een bodybuildingwedstrijd, vindt er bij de Arnold Strongman Classic, een krachtsportevenement dat 1 tot 2x per jaar plaatsvindt, naar aanleiding hiervan het onderdeel deadlift met hummerbanden plaats. Žydrūnas Savickas uit Litouwen deadlifte daarmee het hoogste gewicht ooit met twee handen, 525 kg, op 1 maart 2014 te Columbus, Ohio.